# Diaea kangarooblaszaki
Diaea kangarooblaszaki là một loài nhện trong họ Thomisidae.
Loài này thuộc chi Diaea. Diaea kangarooblaszaki được miêu tả năm 2008 bởi Szymkowiak.